# Tyler Cravy
Tyler Jay Cravy (né le 13 juillet 1989 à Martinez, Californie, États-Unis) est un lanceur droitier qui a joué pour les Brewers de Milwaukee dans la Ligue majeure de baseball entre 2015 et 2016.

## Carrière
Tyler Cravy est repêché au 17e tour de sélection par les Brewers de Milwaukee en 2009.
Lanceur partant en ligues mineures, c'est dans ce rôle qu'il fait ses débuts dans le baseball majeur le 2 juin 2015 dans un revers de Milwaukee, 1-0 devant les Cardinals de Saint-Louis. Ce premier match se solde par une défaite pour Cravy malgré une solide performance où il n'accorde qu'un point sur 4 coups sûrs et enregistre 6 retraits sur des prises en 7 manches lancées.